# Matthew Hutton
Matthew Hutton (3 de janeiro de 1693 - 18 de março de 1758) foi um alto membro da Igreja da Inglaterra, servindo como Arcebispo de Iorque (1747-1757) e Arcebispo da Cantuária (1757-1758).

## Infância e educação
Hutton nasceu em Marske, perto de Richmond, em Yorkshire, o segundo filho de John Hutton, de Marske. Ele era descendente de Matthew Hutton, arcebispo de York de 1595 a 1606.
Ele foi educado na Ripon Grammar School e no Jesus College, Cambridge, onde se matriculou em 1710, graduando-se em BA em 1714 e MA em 1717. Foi fellow do Christ's College, Cambridge, de 1717 a 1727, e se formou em DD (comitia regia) em 1728.

## Ministério ordenado
Hutton foi ordenado diácono da Igreja da Inglaterra em setembro de 1718, na Diocese de Ely, e padre em maio de 1719. Tornou-se capelão real de Jorge II em 1736. Em 1737, foi nomeado cônego da segunda cadeira na Capela de São Jorge, no Castelo de Windsor, cargo que ocupou até 1739. Tornou-se reitor de Trowbridge (1726) e de Spofforth (1729-1747), em Yorkshire, e ocupou prebendas em York (1734-1748) e Westminster (1739-1743).
Reverendo Hutton casou-se em 3 de fevereiro de 1731 com Mary Lutman, filha de John Lutman, de Petworth, Sussex.
Em 1743 tornou-se Bispo de Bangor, e em 1747, Arcebispo de Iorque, antes de finalmente, em 1757, tornar-se Arcebispo da Cantuária, mas morreu no ano seguinte sem nunca ter vivido no Palácio de Lambeth. Nos três bispados, Hutton sucedeu ao Dr. Thomas Herring.
Foi enterrado na Igreja de Lambeth.

## Suspeita de descoberta de seu caixão
Em 2016, durante a reforma do Museu do Jardim, que está instalado na igreja medieval de St Mary-at-Lambeth, foram encontrados 30 caixões de chumbo; um deles com uma mitra vermelha e dourada de arcebispo em cima. Dois arcebispos foram identificados por meio de placas de identificação em seus caixões; com registros da igreja revelando que mais três arcebispos, incluindo Hutton, estavam provavelmente enterrados no cofre.